# Leibnitz
Leibnitz osztrák város, Stájerország Leibnitzi járásának központja. 2017 januárjában 12176 lakosa volt.

## Elhelyezkedése

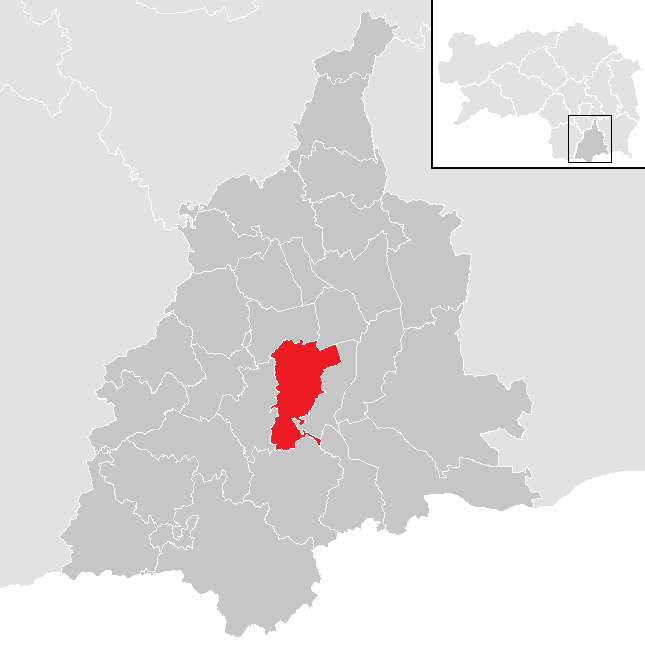
Leibnitz a Leibnitzi járásban

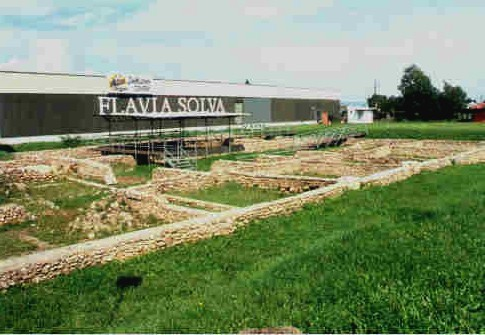
Flavia Solva romjai

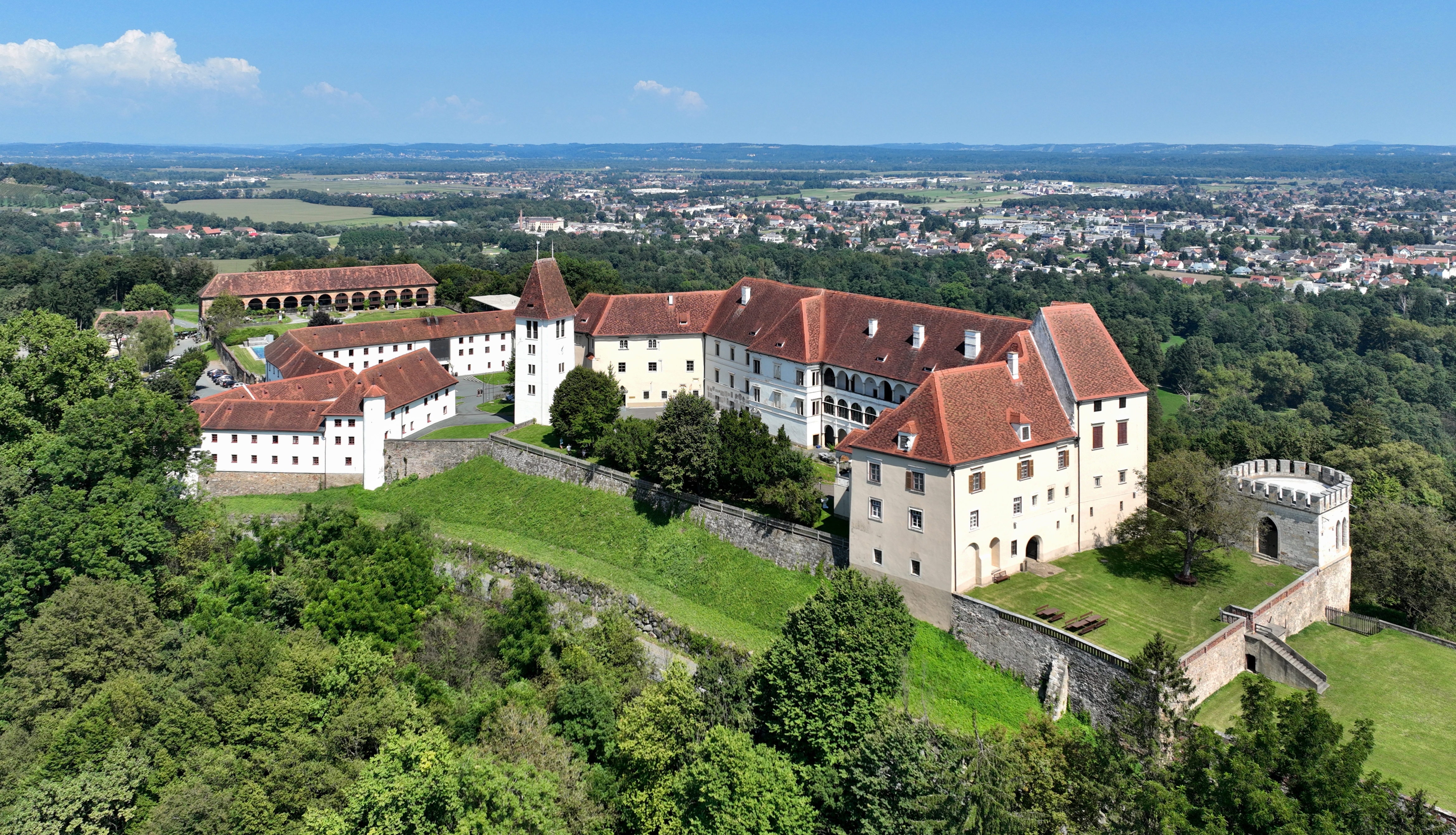
Seggau vára

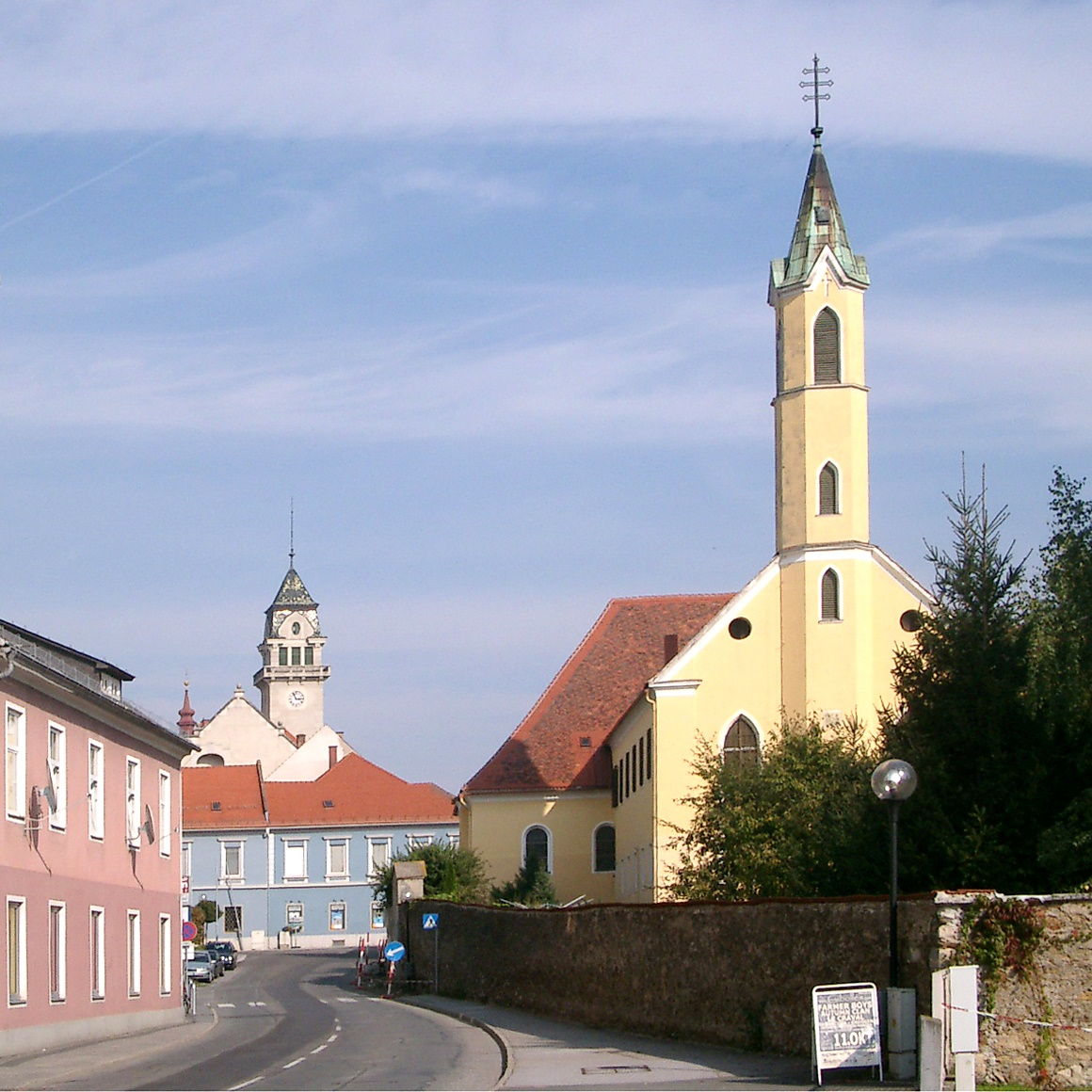
A kapucinus kolostor

Leibnitz a tartomány déli részén fekszik a Nyugat-Stájerország régióban, a Mura és mellékfolyója, a Sulm között, mintegy 33 km-re délre Graztól. A városi önkormányzat 8 települést fog össze: Grottenhof (204 lakos), Kaindorf (2245), Kogelberg (103), Leibnitz (8121), Oberlupitscheni (164), Rettenbach (112), Schönegg (156), Seggauberg (525).
A környező települések: északra Tillmitsch, északkeletre Gralla, délkeletre Wagna, délre Gamlitz, nyugatra Heimschuh.

## Története
A város közeli Frauenberg hegyen (Seggauberg területén) már i.e. 4500-2200 között éltek az újkőkori kultúrák képviselői. A római időkben Leibnitz mai városközpontjától mintegy 3 km-re állt az 1. században alapított Flavia Solva kisvárosa. A két település között azonban nincs kontinuitás, Flavia Solva a népvándorlás korában, az 5. század elején elpusztult. Később szlávok, majd a 9. században bajorok települtek a térségbe és ekkorra a valamikori római város minden emléke eltűnt.
Leibnitz első írásos említése Lipnizza alakban I. Ottó császár 970. március 7-én kiadott adománylevelében történt, bár ez még nem a településre utalt, hanem a Frauenbergen emelt erődre és a köré települt falura. A név szláv eredetű (lipnica-hársfás). A város mai helyén egy Zuib (vagy Sulm) nevű falu állt, amely később szintén felvette a Leibnitz nevet. A 12. században a régió, beleérte nyugat felé a Sulm folyó egész völgyét a salzburgi érsek birtokába került és ott is maradt 400 éven át. 1140 körül Konradin érsek kezdeményezésére az erőd melletti falut leköltöztették Sulm mellé és megalapították az erődről elnevezett Leibnitz mezővárost.
1479-ben Bernhard von Rohrer érsek harc nélkül átadta a városfal nélküli Leibnitzet a Stájerországba bevonuló Mátyás magyar királynak. A magyar megszállás 1490-ig, Mátyás haláláig tartott és a hatalmat ismét átvevő osztrák hatóságok szigorúan megbüntették a magyarokkal együttműködő polgárokat. 1532-ben a Kőszeg ostromából visszatérő törökök kifosztották Leibnitzet, sok polgárt megöltek vagy elhurcolták rabszolgának. 1595-ben Wolf Dietrich von Raitenau érsek Leibnitz mezővárosát és a várat Martin Brenner stájerországi püspöknek és jeles ellenreformátornak adományozta.
A 18. században és a 19. század elején Leibnitznek kb. 1000 lakosa volt. A város kétszer is leégett, először 1709. május 29-én, majd 1829. szeptember 8-9-én. 1883-ra a népesség 2471 főre duzzadt. 1913. április 27-én I. Ferenc József császár városi rangot adományozott a településnek.
Az első világháború után Alsó-Stájerország Jugoszláviához került, ami jelentős csapást mért Leibnitz gazdasági életére. A korábban fontos déli kereskedelmi kapcsolatok megszűntek és Leibnitzből álmos határvároska vált. Gazdasága csak az 1970-es években kezdett fellendülni, miután a jugoszláv állampolgárok könnyebben utazhattak Ausztriába és a határközeli bevásárlóturizmus jótékony hatást biztosított; a későbbiekben Szlovénia önállósodásából és az Európai Unióhoz való csatlakozásából is profitálni tudott. Az osztrák hadsereg 1961-ben laktanyát telepített a városba, amelyet a 2007-es haderőreform során bezártak.
A 2015-ös stájerországi közigazgatási reform során az addig önálló Kaindorf an der Sulm és Seggauberg községeket Leibnitzhez csatolták.

## Lakosság
A leibnitzi önkormányzat területén 2017 januárjában 12 176 fő élt. A lakosság a 19. század óta dinamikusan növekszik, különösen nagy ugrást jelentett a második világháború utáni menekültletelepedés, amikor az 1939-es népszámlálás szerinti 7263 lakos 1951-re 8707 főre nőtt.
2015-ben a helybeliek 89,7%-a volt osztrák állampolgár; a külföldiek közül 1,6% a régi (2004 előtti), 4,4% az új EU-tagállamokból érkezett. 2,6% a volt Jugoszláviából (Horvátország és Szlovénia nélkül) vagy Törökországból, 1,7% pedig egyéb országokból költözött Leibnitzbe. A munkanélküliség 4,7%-os volt.

## Látnivalók

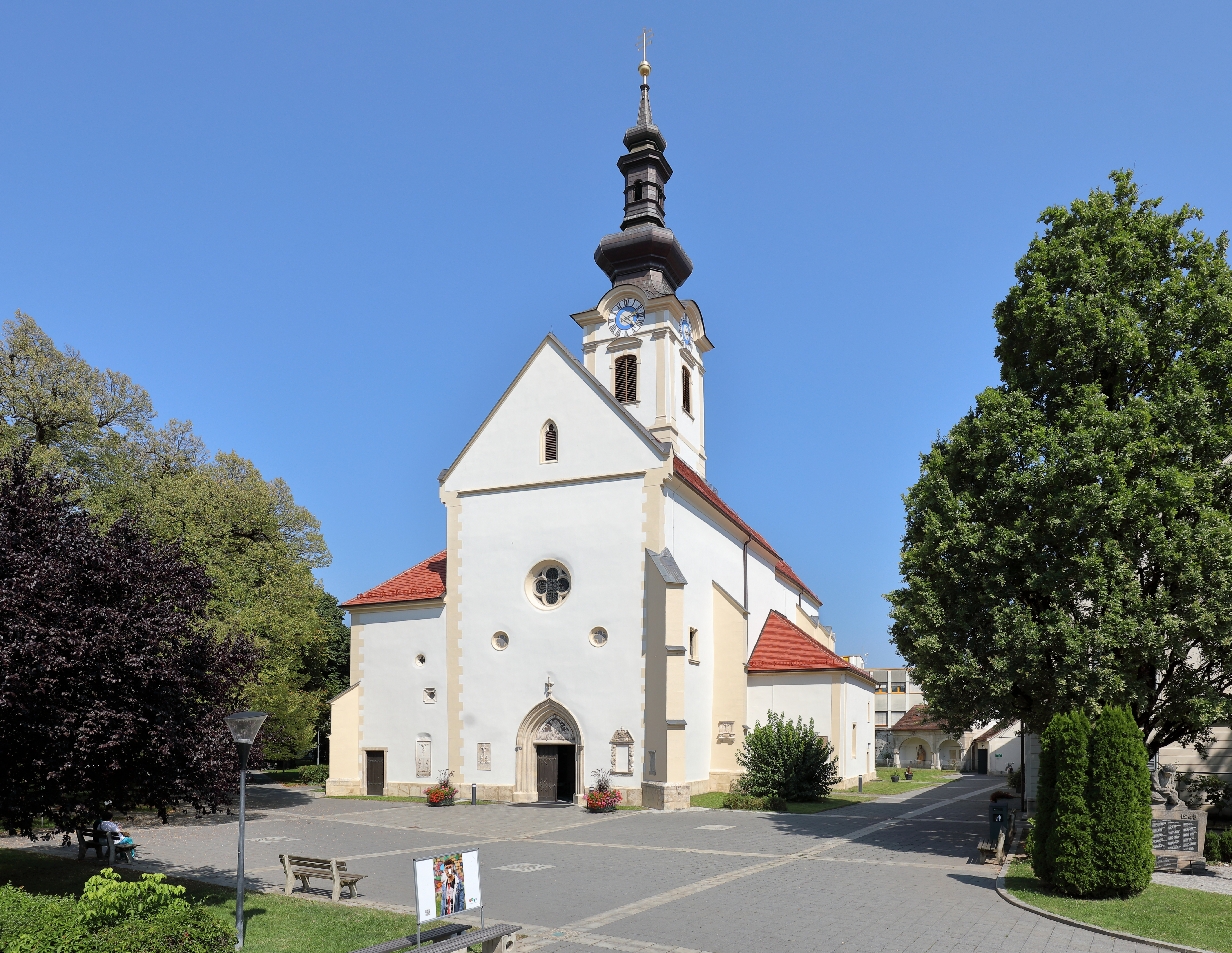
A Szt. Jakab-plébániatemplom

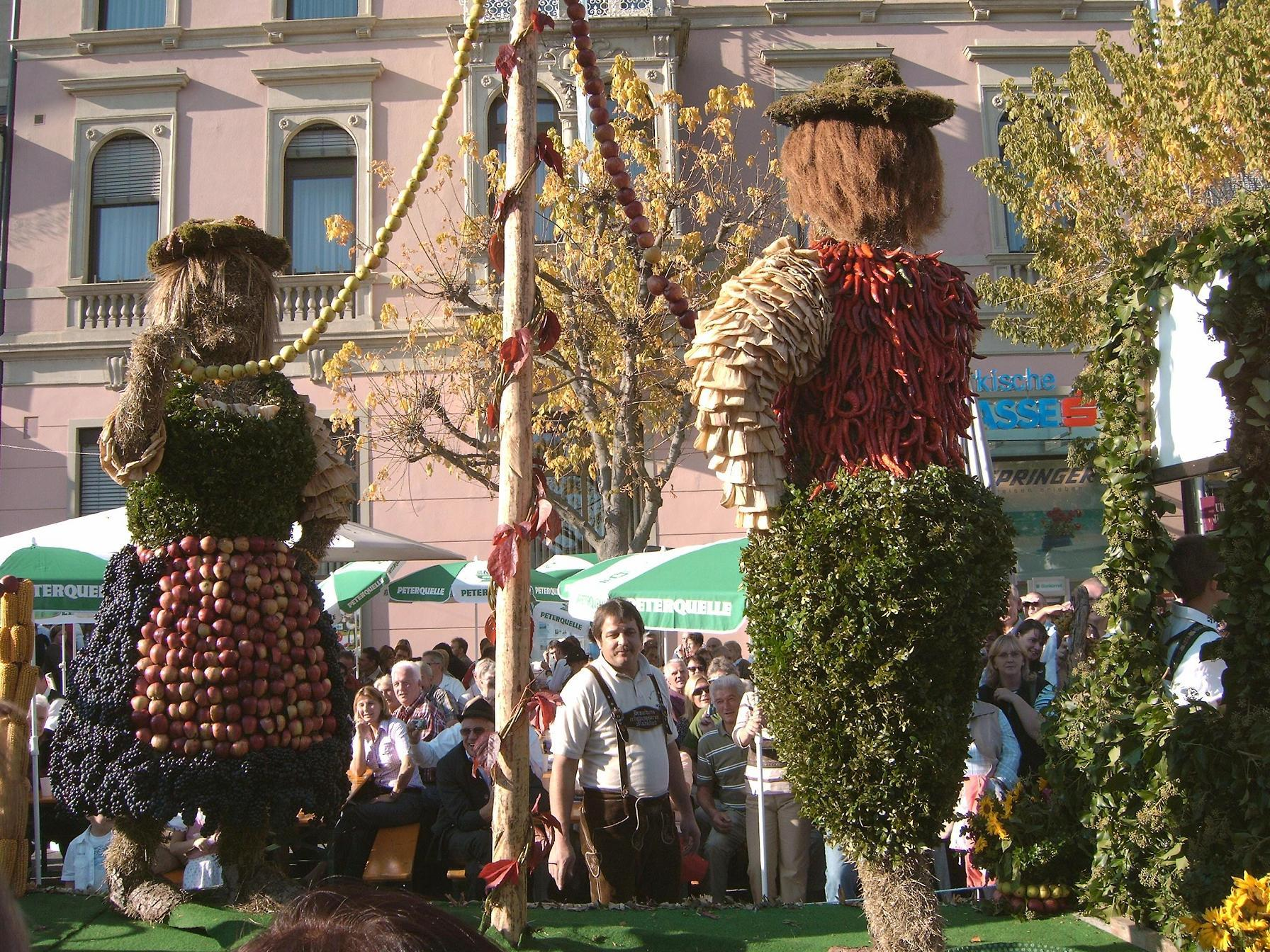
Őszi fesztivál Leibnitzben (2008)

- a leibnitzi kapucinus kolostort 1634-ben alapították. Szent Andrásnak ajánlott templomát 1639-ben szentelték fel és azóta több alkalommal átépítették. Tornya 1858-ban nyerte el mai formáját. Főoltára és a mellékoltárok 1893-ból valók.
- a seggaui várat a 12. században építtette a salzburgi érsek. Mai formáját Johann Ernst püspök elrendelte átépítés során a 17. század második felében nyerte el. 1786-ig püspöki rezidenciaként, utána a 20. századig nyári rezidenciaként szolgált. Ma szálloda és konferenciaközpont működik benne, 300 éves borospincéjében borkóstolásokat tartanak.
- Flavia Solva római régészeti parkja
- az 1903-ban átépített, román, gótikus és barokk stílusjegyeket mutató Szt. Jakab-plébániatemplom. Tornya a 15. századból, főoltára 1782-ből való.
- az 1744-ben emelt Mária-oszlop Leibnitz főterén
- az 1914-ben épült városháza
- az 1867-ben épült fogadó a Bahnhofstraße 15. alatt
- az 1911-ben elkészült, paplakkal egybeépített evangélikus templom
- a frauenbergi Mária mennybemenetele-templom búcsújáró hely és a templommúzeum
- a 19. századi Lindeni Máriának szentelt kerek erdei kápolna
- a seggaubergi Polheim-kastély
- a Sulmsee-szabadidőpark
- az 1871-ben épült silberbergi kilátó

## Híres leibnitziek
- Thomas Muster (1967-) teniszező

## Testvértelepülések
- Gumpoldskirchen (Ausztria)
- Mira (Olaszország)
- Pedra Badejo (Zöld-foki Köztársaság)

## Fordítás
- Ez a szócikk részben vagy egészben  a   Leibnitz című német Wikipédia-szócikk ezen változatának fordításán alapul.  Az eredeti cikk szerkesztőit annak laptörténete sorolja fel. Ez a jelzés csupán a megfogalmazás eredetét és a szerzői jogokat jelzi, nem szolgál a cikkben szereplő információk forrásmegjelöléseként.
- Ez a szócikk részben vagy egészben  a   Leibnitz című angol Wikipédia-szócikk ezen változatának fordításán alapul.  Az eredeti cikk szerkesztőit annak laptörténete sorolja fel. Ez a jelzés csupán a megfogalmazás eredetét és a szerzői jogokat jelzi, nem szolgál a cikkben szereplő információk forrásmegjelöléseként.